# 朱聿𨧨
朱聿𨧨（？—1641年）是南明宣皇帝朱器墭之子，明绍宗朱聿鍵、唐愍王朱聿鏼、紹武帝朱聿𨮁、唐王朱聿鍔之弟。崇禎十四年李自成攻破南阳府后，死难。朱聿鍵即位后追封为陈愍王。
子朱琳渼，隆武二年正月册封为世子，从征。汀州陷，不知所终。